# Alfredo Testoni

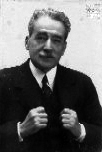
Alfredo Testoni.

Alfredo Testoni, född den oktober 1856 i Modena, död den 17 december 1931 i Bologna, var en italiensk tidningsman. 
Testonis humorfulla dikter på bolognesisk munart (7 sonetti della 'Sgnera Galtar eina' e del 'Fiacaresta', 1908) vann stor popularitet, och hans lustspel (Quel non so che ..., Fra due guanciali, Duchessina, utgivna 1904, La scintilla och La modella, utgivna 1908, med flera) mottogs likaledes synnerligen välvilligt av teaterpubliken.